# Liste des peintres naïfs
Cet article présente une liste étendue des principaux représentants de l'art naïf (par nationalité et année de naissance).

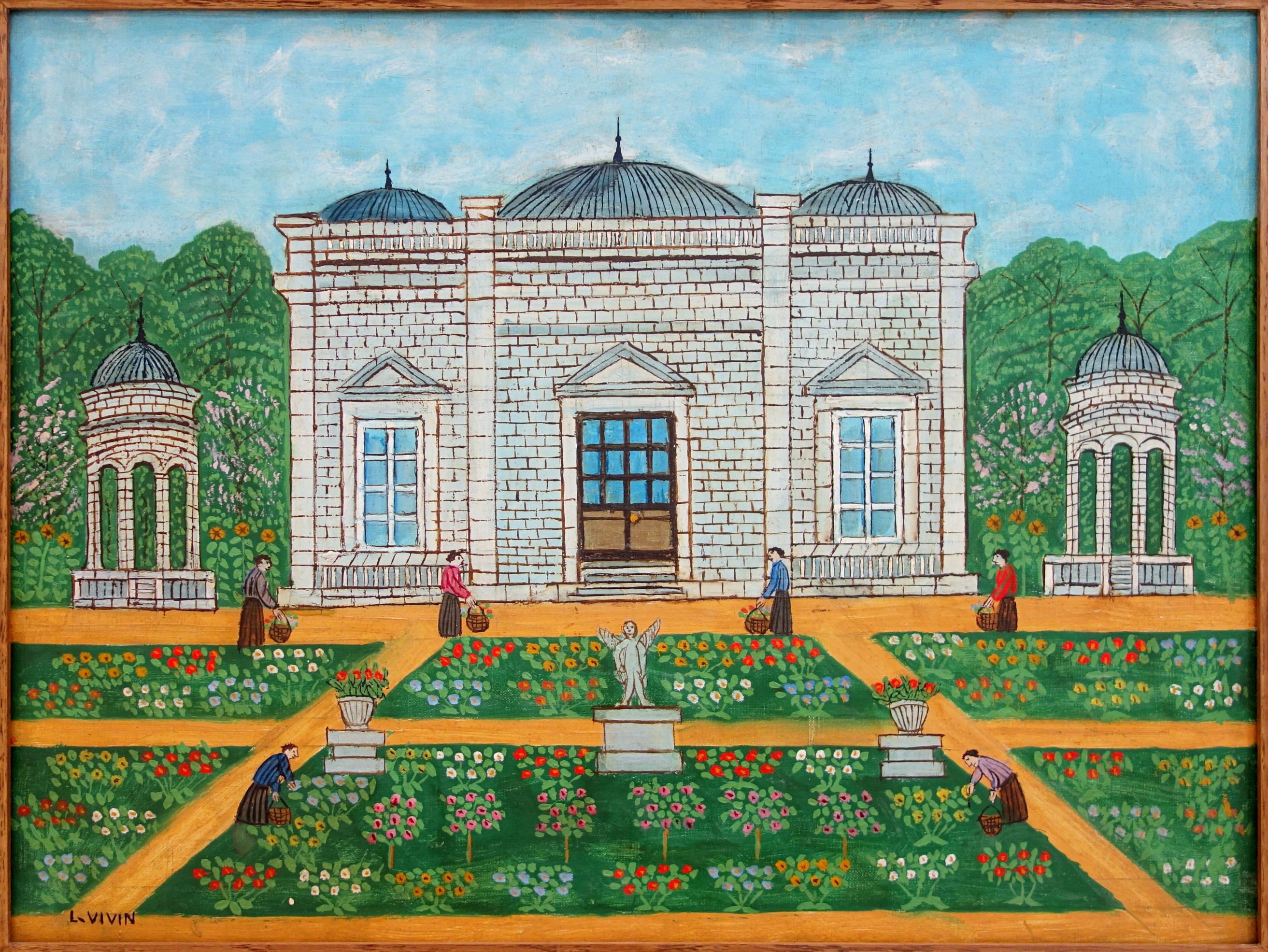
Peinture à l'huile de Louis Vivin intitulée Le trianon, exposée au musée d'art moderne de Lille Métropole (LaM).

## Europe

### Allemagne
- Adalbert Trillhaase (de) (Erfurt, 7 janvier 1858 - Niederdollendorf, 12 mai 1936) ;
- Fritz Seemann (Lwówek Śląski en polonais ou Löwenberg en allemand, de nos jours en Basse-Silésie Pologne, 3 avril 1908 -    )[1] ;
- Walter Krause (Kiel, 30 janvier 1913 -    )[1] ;
- Karl Hurm (en) (Weildorf, Bade-Wurtemberg, 29 décembre 1930 - 08 juin 2019) ;
- Bruno Epple (Rielasingen-Worblingen, Bade-Wurtemberg, 1930 -   )[1] ;
- Henry Dieckmann (Verden an der Aller, Basse-Saxe, 19 juin 1933 -   )[1] ;
- Dodo Hennecke (Bochum, Rhénanie-du-Nord-Westphalie, 5 septembre 1935 -   )[1] ;
- Günhild Terzenbach (Berlin, 21 mars 1936 -    )[1] ;
- Ilse Dümpelfrau (Cologne, Rhénanie-du-Nord-Westphalie, 12 avril 1936 -   )[1] ;
- Maria Kloss (Ronsperg, Tchécoslovaquie, 30 janvier 1940 -    )[1] ;
- Klaus Burandt (Stargard (Poméranie-Occidentale, actuelle Pologne), Allemagne, 17 mars 1940 -   )[1] ;
- Heidrun Maurer (Eisenach, Allemagne, 15 août 1941 -   )[1] ;
- Susanna Kuratli (de) (1948 - 2018)

- Voir aussi : Appenzeller und Toggenburger Senntumsmalerei (de).

### Autriche
- Siegfried Kratochwil (Karlstift, 24 mars 1916 -    )[1] ;
- Régine Dapra (Bad Hofgastein, Autriche, 02 février 1929 -   )[1].

### Belgique
- Nicolas Cloes (1889 - 1976) ;
- Victor Lecossois (Hal, 28 mars 1897 -  ), flamand d'origine française[1] ;
- Céleste Pedoux (Hollogne-aux-Pierres, 1901 - Embourg, 1960) ;
- Micheline Boyadjian (Micheline Évrard Boyadjian) (Bruges, 27 avril 1923 - 2019)[1] ;
- Francine Cuylits (Gand, Belgique, 1930 - 2016)[1] ;
- Nadia Becker (Bruxelles, Belgique, 1939 -   )[1] ;
- Monique Schaar (Bruxelles, 1939 -    )[1] ;
- Suzanne Boland van de Weghe (Wandre, Belgique, 6 décembre 1913 - 2008)[1].

### Bulgarie
- Radi Nedeltchev (Razgrad, 1er avril 1938 - 2022)[1].

### Danemark
- Oluf Braren (en) (Oldsum, (Danemark à l'époque, de nos jours en Allemagne), 25 février 1787 - Toftum, (Danemark à l'époque, de nos jours en Allemagne), 22 mars 1839).

### Espagne
- Miguel García Vivancos (Mazarrón, Murcie, 19 avril 1895 - Cordoue, Andalousie, 1972)[1] ;
- Miguel Rivera Bagur (Alcudia, Baléares, 30 janvier 1919 -   )[1] ;
- Felicia Fuste Fel (Barcelone, Catalogne, 07 janvier 1921 -   )[1].
- Xavier Ramos (Burgos, Castille-et-León, 1945 -   )[1].

### Finlande
- Andreas Alariesto (en) (Sompio, Laponie, 11 décembre 1900 - 29 novembre 1989) ;
- Enni Id (en) (Padasjoki, Päijät-Häme, 30 janvier 1904 - Padasjoki, Päijät-Häme, 04 avril 1992).

### France

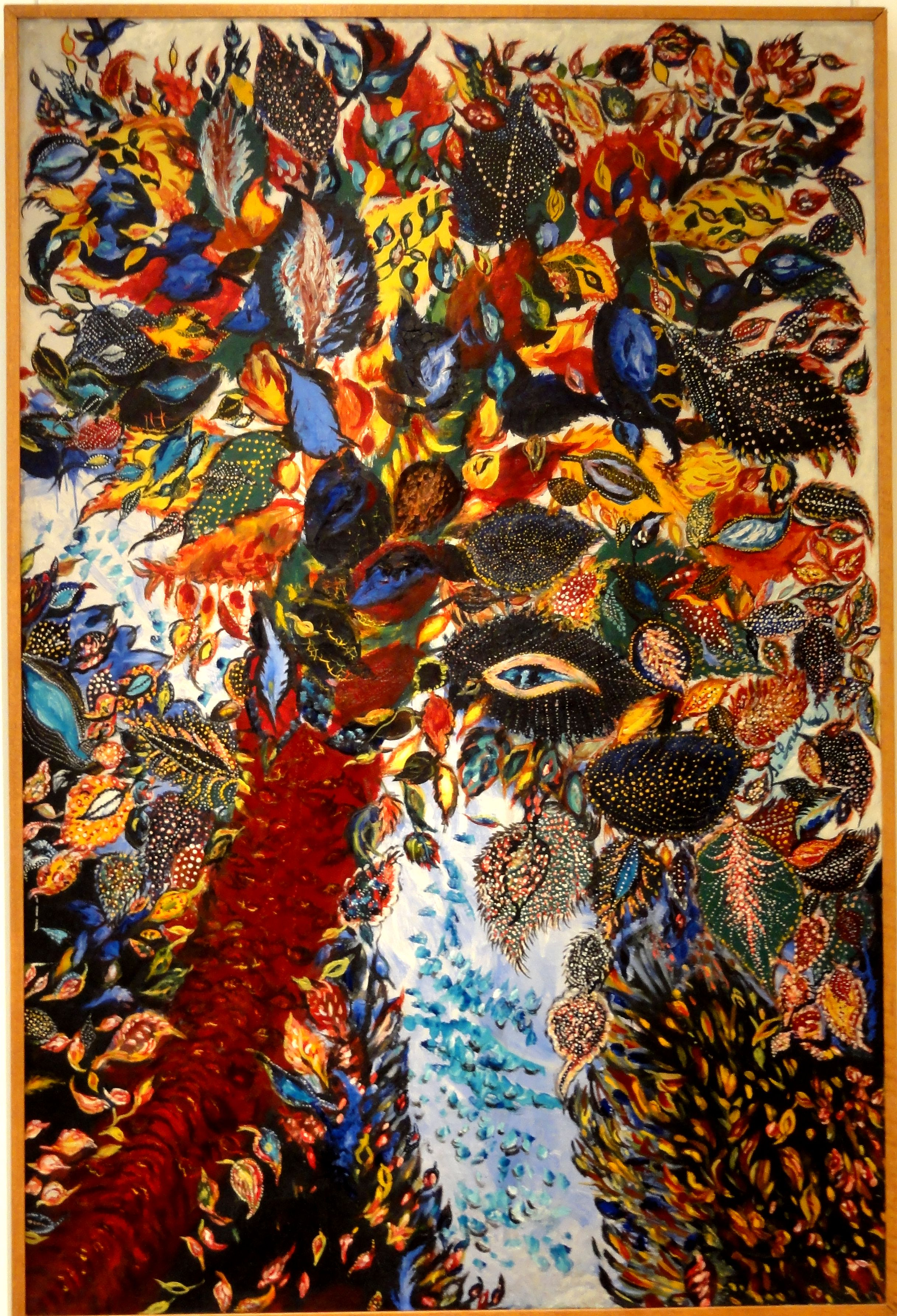
Séraphine de Senlis, L'arbre de Paradis.

- Ferdinand Cheval, dit le facteur Cheval (Charmes-sur-l'Herbasse (Drôme, 19 avril 1836 - Hauterives, Drôme 19 août 1924) ;
- Henri Rousseau, dit le Douanier Rousseau (Mayenne, Mayenne, 21 mai 1844 - Paris, 2 septembre 1910) ;
- Louis Vivin (Hadol, Vosges, 27 juillet 1861 - Paris, 28 mai 1936)[1],[2] ;
- Séraphine de Senlis (Séraphine Louis, dite) (Arsy, Oise, 03 septembre 1864 - Clermont, Oise, 11 décembre 1942)[1] ;
- Dominique Peyronnet (Talence, Gironde, 23 septembre 1872 - Paris, 25 mars 1943) ;
- Auguste André Bauchant (Châteaurenault, Indre-et-Loire, 1873 - Montoire-sur-le-Loir, Loir-et-Cher, 1958)[1] ;
- Camille Bombois (Venarey-les-Laumes, Côte-d'Or - Paris, 20e, 11 juin 1970)[1] ;
- Fernande Grossin (dite Mémé Grossin) (Bordeaux, Gironde, 28 octobre 1886 - Biarritz, Pyrénées-Atlantiques, 6 septembre 1975) ;
- Jules Lefranc (Mayenne, Mayenne, 12 mai 1887 - Paris, 21 mai 1972). Initiateur de la création du Musée d'Art naïf et d'Arts singuliers de Laval (MANAS)[1] ;
- Émile Blondel (Le Havre, Seine-Maritime, 06 août 1893 - Les Pavillons-sous-Bois, Seine-Saint-Denis, 13 septembre 1970)[1] ;
- Louis-Auguste Dechélette (Cours, Rhône, 11 janvier 1894 - Paris, 19 novembre 1964)[1] ;
- Madeleine Luka (née Madeleine Bottet) (Maffliers, Val-d'Oise, 7 juillet 1894 - Paris, 18 mai 1989) ;
- Fernand Weil, né à Paris le 4 août 1894 et décédé le 18 octobre 1958;
- René Rimbert (Paris, 1896 - 1991)[1] ;
- Germain Vandersteen (Versailles, 07 juillet 1897 -   )[1] ;
- André Bouquet (La Varenne-Saint-Hilaire, Val-de-Marne, 19 septembre 1897 -   )[1] ;
- Narcisse Belle (Saint-Silvain-sous-Toulx, Creuse, 09 septembre 1900 - Ézanville, Val-d'Oise, 1967)[1] ;
- Jean Ève (Somain, Nord, 06 octobre 1900 - Meudon, Hauts-de-Seine, 21 août 1968)[1] ;
- Charles Pinçon (Lamorlaye, Oise, 05 mars 1902 - Guerville, Yvelines, 05 décembre 1973)[1] ;
- Marcel Sénéchal (Malaunay, Seine-Maritime, 24 avril 1903 -    )[1] ;
- Raymond Riec (Landerneau, Finistère, 11 août 1905 -   )[1] ;
- André Duranton (Paris, 08 septembre 1905 -   )[1] ;
- Cécile Favier (Orcine, Puy-de-Dôme, 29 mars 1906 -   )[1] ;
- Léon Markarian (Panderma ou Bandirma, Turquie, 6 janvier 1906 -   ), d'origine arménienne naturalisé français[1] ;
- Daniel Ferrara (Mers el-Kébir, Algérie française, 08 juillet 1906 -   )[1] ;
- Grand'Mère Paris (née Élise Nonclercq, épouse Paris puis Guerrebout, dite) (Bordeaux, 28 octobre 1886 -  Biarritz, 6 septembre 1975) ;
- Maurice Bonnin (Naples, Italie, 12 août 1911 -   ), de père français et de mère anglaise[1] ;
- Sergio Fiorio, (Vallorbe, Suisse, 10 octobre 1911 -   ), d'origine suisse[1] ;
- Maurice Boulnois (Rouen, Seine-Maritime, 1913 - 2011)[1] ;
- André Demonchy (Paris, 14 septembre 1914 -   )[1] ;
- Jean Cha (La Grand-Combe, Gard, 26 octobre 1914 -   )[1] ;
- Mady de La Giraudière (Toulouse, Haute-Garonne, 1922 - Lavelanet, Ariège, 24 février 2018)[1] ;
- Lucien Vieillard (Toulouse, Haute-Garonne, 24 décembre 1923 - Quint-Fonsegrives, Haute-Garonne, 24 novembre 2021)[1] ;
- Danielle Petit (Morhange, Moselle, 29 avril 1924 - 1997)[1] ;
- Geneviève Peyrade (Lunéville, Meurthe-et-Moselle, 18 novembre 1926 -     )[1] ;
- Jacqueline Benoit (Paris, 06 janvier 1928 -   )[1] ;
- Henri Bruel (Mascara, Algérie française, 08 octobre 1930 -   )[1] ;
- Thérèse Pouget (Conrad, Montana, États-Unis, 1932 - 2023 ?)[1] ;
- Michel Delacroix (Paris, 26 février 1933 -   )[1] ;
- Christiane Alsac (Paris, 11 novembre 1935 -   )[1] ;
- Sylviane Gratio (Brancourt, Vosges, 06 juin 1937 -   )[1] ;
- Alain Thomas (Nantes, Loire-Atlantique, 14 février 1942 -   )[1] ;
- Marie-France Pion (Neuvy-sur-Barangeon, Cher, 09 août 1945 -   )[1] ;
- Bernard Vercruyce (Reims, Marne, 1949 -   ) ;
- Claudine Loquen (Sainte-Adresse, Seine-Maritime, 22 février 1965 -   ) ;

### Géorgie
- - Niko Pirosmanoschwili dit Pirosman (Mirza,i, Géorgie, 1860 - Tbilissi ou Tiflis, Géorgie, 05 mai 1917)[1] ;

### Grèce
- Theophilos (Lesbos, 1866 - 1934)[1].

### Hongrie
- Tamas Galambos (en) (Budapest, 1939 -    )

### Italie
- Andrea Mozzali (en) (Guastalla, Émilie-Romagne, 1895 - Poviglio, Émilie-Romagne, 1977) ;
- Antonio Ligabue (Zurich, Suisse, le 18 décembre 1899 - Gualtieri, Émilie-Romagne, 27 mai 19651965) ;
- Enrico Fereoli (Sala Baganza, Émilie-Romagne, 1er décembre 1901 -   )[1] ;
- Enrico Benassi (Sorbolo Mezzani (Casale di Mezzani), Émilie-Romagne, 14 mai 1902 -   )[1] ;
- Pietro Ghizzardi (Viadana (Corte Pavesina), Lombardie, 20 juillet 1906 – Boretto, Émilie-Romagne, 7 décembre 1986)[1] ;
- Oscar De Mejo (Trieste, Frioul-Vénétie Julienne, 1911 -    )[1] ;
- Irene Invrea (Diano d'Alba, Piémont, 05 février 1919 -   )[1] ;
- Rosanna Musotto Piazza (Palerme, Sicile, 17 mars 1924 -   )[1] ;
- Ferruccio Bolognesi (Mantoue, Lombardie, 21 novembre 1924 -   )[1] ;
- Norberto Proietti (Spello, Ombrie, 18 septembre 1927 - Spello, Ombrie, 9 août 2009) ;
- Udo Toniato (Borgoforte, Lombardie, 15 novembre 1930 - Guastalla, Émilie-Romagne, 21 octobre 2011) ;
- Giovanni di Girolamo (Spolète, Ombrie, 1932 -   )[1] ;
- Graziolina Rotunno (Modène, Émilie-Romagne, 1932 -    ) ;
- Vincenzo Milazzo (en) (Tarente, Pouilles, 1956 -) ;
- Marinka Dallos (Lőrinci, Hongrie, -   ), d'origine hongroise[1].

### Lettonie
- Konstantin Rodko (Empire russe, 1908 - 1995).

### Lituanie
- Danguolė Raudonikienė (en) (URSS, 1937 -   ).

### Pays-Bas
- Willem Westbroeck (Rotterdam, Hollande-Méridionale, 21 septembre 1918 -    ), de nationalité hollandaise[1] ;
- Ilona Schmit (Goslar, Basse-Saxe, Allemagne, 5 septembre 1943 -    ), de nationalité hollandaise[1] ;

### Pologne
- Teofil Ociepka (Janow Slaskiet, 1882 -    ), sourd-muet et inculte[1].
- Nikifor Krynicki (Lemkowszeryzna, 1895 - Krynica, 1968, Pologne), sourd-muet et inculte[1].

### Roumanie
- Robert Scripcariu (Bucarest, 1908 -    )[1].

### Royaume-Uni

#### Angleterre
- - Denys Corbet (le Valle, Guernesey, 22 mai 1826 - Guernesey, 21 avril 1909) ;
  - Alfred Wallis (Devonport, Devon, 18 août 1855 - 29 août 1942) ;
  - Laurence Stephen Lowry (Stretford, Lancashire, 1er novembre 1887 - Glossop, Derbyshire, 23 février 1976) ;
  - Henry Stockley (en) (Eynsford, Kent, 1892 - Dartford, Kent, 1982);
  - Gladys Cooper (artiste) (en) (Liverpool, Nord-Ouest, 1899 - 1975) ;
  - Perle Hessing (Zalichtchyky, ancienne province autrichienne située de nos jour en Ukraine, 1908 -   ), d'origine autrichienne[1] ;
  - Frances Lennon (en) (Stretford, Lancashire, 12 septembre 1912 - Manchester, Nord-Ouest, 24 janvier 2015) ;
  - Norman Neasom (en) (Redditch, Worcestershire, 07 novembre 1915 - 22 février 2010) ;
  - Gertrude Halsband (Ashton-under-Lyne, Lancashire, 26 mars 1917 -   )[1] ;
  - James Lawrence Isherwood (en) (Wigan, Lancashire, 07 avril 1917 - Wigan (Higher End), Lancashire, 09 juin 1989) ;
  - Fred Yates (en) (Urmston, Lancashire, 25 juillet 1922 - Angleterre, 7 juillet 2008) ;
  - Beryl Cook (Egham, Surrey, 10 septembre 1926 - Plymouth, Devon, 28 mai 2008) ;
  - Bryan Pearce (en) (Walter Bryan Pearce) (St. Ives, Cornouailles, 25 juillet 1929 - St. Ives, Cornouailles, 11 janvier 2007) ;
  - George Fredericks (en) (1929 -) ;
  - Joanna Carrington (en) (Hampstead, London, 6 novembre 1931 - Poitiers, Vienne 13 novembre 2003) ;
  - Laetitia, peintre naïve anglaise vivant en France[1].

#### Écosse
- - Andrew Murray (Tientsin, Chine, 17 janvier 1917)[1].

#### Irlande du Nord
- - Markey Robinson (en) (Belfast, 7 février 1918 – Belfast, 28 janvier 1999).

### Russie
- Jan Kwiatkowski (Halin (de nos jours en Pologne), 21 juillet 1894 -    )[1] ;
- Jean Klissak (Kiev, Empire russe (actuelle Ukraine), 1903 -    )[1] ;
- Nina Barka (en), née Marie Smirsky (Odessa, Empire russe (actuelle Ukraine), 05 octobre 1908 - 1986), naturalisée française ;
- Elena Volkova (Tchouhouïv, Empire russe (actuelle Ukraine, 3 juin 1915 - Moscou, 8 octobre 2013) ;
- Pavel Leonov (en) (Orel, 20 décembre 1920 - 25 mars 2011) ;
- Katya Medvedeva (en) (1937 -    ) ;
- Sergueï Zagraïevski (Moscou, 20 août 1964 - Moscou, 6 juillet 2020) ;
- Alyona Azernaya (Sverdlovsk, de nos jours Ekaterinbourg, 1966 -    ).

### Suède
- Lennart Jirlow (Stockholm, 1936 -    )[1].

### Suisse
- Adolf Dietrich (Berlingen, canton de Thurgovie, Suisse, 9 novembre 1877 - Berlingen, canton de Thurgovie, 4 juin 1957) ;
- Heinrich Bleiker (de) (Wattwil, canton de Saint-Gall, 19 juillet 1884 - Brunnadern, canton de Saint-Gall, 19 janvier 1975) ;
- Tamara Voltz (Berlin, 23 mars 1898 -    ), d'origine allemande[1] ;
- Christian Vetsch (de) (Grabs, canton de Saint-Gall, 20 octobre 1912 - Altstätten, canton de Saint-Gall, 16 août 1996) ;
- Hanny Lüthi (Meiringen, canton de Berne, 04 janvier 1919 - 1982)[1] ;
- Anton Bernhardsgrütter (de) (Hohentannen, canton de Thurgovie, 12 avril 1925 - Kreuzlingen, canton de Thurgovie, 24 décembre 2015) ;
- Maria Rolly (Bâle, 1925 -    ) ;
- Helen Güdel (Zurich, 1935-   )[1].

### Tchécoslovaquie

#### Slovaquie
- - Julius Považan (Žiar nad Hronom (actuelle Slovaquie), 09 août 1926 - Krupina, Slovaquie, 21 février 2011)[1] ;

#### Tchéquie
- - Jan Hruška (en Moravie (actuelle Tchéquie), 19 mai 1918 - 2004)[1] ;
  - Miroslaw Kužela (Brno (actuelle Tchéquie), 4 mars 1948 -    )[1] ;
  - Petr Halak (Teplice (actuelle Tchéquie), 25 octobre 1948 -   )[1].

### Ukraine
- Maria Primatchenko (Bolotnya Empire russe (actuelle Ukraine), 30 décembre 1908 (12 janvier 1909 dans le calendrier grégorien) - Bolotnya, 18 août 1997).

### Yougoslavie

#### Bosnie-Herzégovine
- - Ivan Rabuzin (Kljuc, 27 mars 1929 -    )[1] ;
  - Stjepan Kosošić (Kljuc, 1er janvier 1935 -    )[1] ;
  - Pero Mandić (Sanski Most, 1938 -    )[1].

#### Croatie
- - Mirko Virius (1889 - 1943) ;
  - Matija Skurjeni (1898 - 1990) ;
  - Krsto Hegedušić (1901 - 1975) ;
  - Emerik Feješ (Osijek, Croatie, 1904 - Zagreb, Serbie, 9 juillet 1969)[1] ;
  - Franjo Mraz (en) (1910 - 1981) ;
  - Antun Bahunek (Varaždin, Croatie, 05 décembre 1912 -   )[1] ;
  - Ivan Géneralik (1914 - 1992), principal représentant de l'école de Hlebine, la plus importante école d'art naïf en Croatie[1] ;
  - Ivan Večenaj (Gola, Croatie, 1920 -   )[1] ;
  - Ivka Matina (Hlebine, Croatie, 1923 -   )[1] ;
  - Ivan Lacković-Croata (Batinska, 1932 -    )
  - Emilija Geršić (Ludbreg, Croatie, 1932 -   )[1] ;
  - Petar Grgec (Kloštar Podravski, Croatie, 1933 -   )[1] ;
  - Mijo Kovačić (Gavaja Suma, Croatie, 5 août 1935 -   )[1]
  - Branko Bahunek (Zagreb, Croatie, 13 décembre 1935 -   )[1]
  - Nokola Večenaj-Leportinov (Gotalovo, Croatie, 1935 -   )[1]
  - Josip Generalić (Hlebine, Croatie, 1936 -   ), fils de Ivan Géneralik[1] ;
  - Franjo Klopotan (Croatie, 16 octobre 1938 - 2004)[1]
  - Ljerka Depolo (Zagreb, Croatie, 1939 -   )[1] ;
  - Kamilo Vujčić (Zagreb, Croatie, 10 décembre 1943 -   )[1] ;
  - Josip Kovaćic (Molve, Croatie, 1946 -   )[1] ;

- - Voir en Croate : École de peinture naïve de Hlebine (hr).

#### Serbie
- - Ilija Bašičević (en) (1895 - 1972) ;
  - Sava Sekulić (1902 - 1989) ;
  - Emerik Feješ (1904 - 1969) ;
  - Pal Homonai (en) (1904 - 2010) ;
  - Janko Brašić (1906 - 1994) ;
  - Bogosav Živković (1920 - 2005)
  - Dragiša Stanisavljević (en) (1921-2012) ;
  - Jano Knjazovic (Kovačica, 18 juin 1925 -    )[1] ;
  - Dušan Jevtović (en) (1925 - 2011) ;
  - Miroslav Živković (en) (1934 - 2009) ;
  - Milosav Jovanović (en) (1935 - 2014) ;
  - Ljubomir Milinkov (Serbier, 1942 -    ), naturalisé américain[1] ;
  - Dobrosav Milojević (1948 -    ) ;
  - Predrag Milićević-Barbarien (en) (1963 - 2013).

#### Slovénie
- - Marica Mavec-Tomfenović (Radeče, Slovénie, 1er décembre 1920 -    )[1] ;
  - Jože Peternelj (Jarčja Dolina, Slovénie, 1927 -    )[1].
  - Anton Repnik (Sveti Vid ou Sv. Vid), Slovénie, 13 décembre 1935 -    )[1].

## Afrique-Asie-Océanie

### Afrique du Sud
- Derold Page (d) (1947 -    )[3].

### Australie
- Alfred Tipper (en) (Alfred Henry Tipper) (Sale (Victoria), 12 juillet 1867 - Melbourne, 02 avril 1944) ;
- Sam Byrne (peintre) (en) (Humbug Scrub, Australie du Sud, 10 juillet 1883 - Broken Hill, Nouvelle Galles du Sud, 24 février 1978) ;
- Charles Callins (en) (Hughenden, Queensland, 1887 - 1982).

### Indonésie
- Roda (1924 -    )[1].
- Suweca (Bali, 1947 -    )[1].

### Israël
- Yeshayahu Sheinfeld (en) (Bessarabie, 8 avril 1909 - Ramat Gan, Israël, 1er avril 1979).

### Liban
- Ibrahim Ghannam (1930 - 1984).

### Maroc
- Radia Bent Lhoucine (Oulad Youssef, province de Beni Mellal, 1912 - Salé, région de Rabat-Salé-Kénitra, 1994) ;
- Chaïbia Talal (Chtouka, province d'El Jadida, 1929 - Casablanca, 2004) ;
- Hafida Zizi (1976 -    ).

### Maurice
- Geneviève Bonieux (18 juin 1948 -   )[1].

### Thaïlande
- Michel Salgé (Ubon Ratchathani, 1er mars 1942 -    )[1].

### Tunisie
- Baghdadi Chniter (Boughrara, Médenine, 15 août 1938 -   )[1] ;
- Mahmoud Soua (M'saken, Sousse, 13 mai 1944 -   )[1].

### Turquie
- Belkis Taskeser (01 janvier 1942 -   )[1]

## Amériques

### Argentine
- Guillermo Butler (es) (Córdoba (Argentine), 14 décembre 1880 - Buenos Aires, 17 juillet 1961) ;
- Luis Lusnich (es) (Gorizia, Italie, 1911 - Tucumán, Argentine, 1995) ;
- Eolo Pons (es) (Buenos Aires, 1914 - 2009) ;
- Leopoldo Presas (es) (Buenos Aires, 21 février 1915 - Buenos Aires, 12 juin 2009) ;
- Gato Frias (Madrid, Espagne, 1947-   ), d'origine espagnole[1] ;
- Paula Duró (es) (Buenos Aires, 16 décembre 1981 -    ).

### Brésil
- Pinto Bressane Euridyce (Rio de Janeiro, 05 novembre 1906 -   )[1] ;
- Rosina Becker Do Valle (04 avril 1914 -   )[1] ;
- Madalena dos Santos Reinbolt (en) (Vitória da Conquista, Bahia, 14 septembre 1919 - Petrópolis, Rio de Janeiro, 1977) ;
- Iracema Arditi (São Paulo, 1er février 1924 - São Paulo, 04 octobre 2006)[1] ;
- Monsueto (Rio de Janeiro, 04 novembre 1924 - Rio de Janeiro, 17 mars 1973) ;
- Crisaldo Morais (Recife, Pernambuco, 3 novembre 1932 -    )[1] ;
- Mary Lino (Bela Vista, Mato Grosso, 1933 -    )[1] ;
- Lia Mittarakis (pt) (Lapa, Rio de Janeiro, 28 juillet 1934 - 1998) ;
- Maria Auxiliadora (artiste) (en) (Campo Belo, Minas Gerais, 24 mai 1935 - São Paulo, 20 août 1974) ;
- Isabel de Jesus (Cabo Verde, 28 février 1938 -     )[1] ;
- Luis Carlos Figueiredo (Cuiaba, Mato Grosso, 08 mars 1944 -   )[1] ;
- Waldomiro de Deus (pt) (Itagibá, Bahia, 12 juin 1944 -    )[1] ;
- Ferreira Louis Marius (en) (né Ferreira Louis Marius Amorim de Moraes) (Santos, São Paulo, 13 mars 1953 -    ).

### Canada
- Arthur Villeneuve (Chicoutimi, Québec, 04 janvier 1910 -    )[1].
- Robert-Émile Fortin (en) (Hull, Québec, 19 décembre 1945 - Laurentides, Québec, 08 juillet 2004) ;
- Vincent Félix (Mirbel, Ain, 18 juin 1946 -   ), d'origine française[1] ;

### Chili
- Gustavo Novoa (Valparaiso, 1er mars 1940 -   )[1].

### États-Unis d'Amérique
- Edward Hicks (Langhorne (Pennsylvanie), 04 avril 1780 - Newtown (comté de Bucks, Pennsylvanie), 23 août 1840) ;
- John Bradley (artiste) (en) (1800? - 1850?) ;
- Charles Henry Granger (en) (Saco (Maine), 13 juin 1812 - Saco (Maine), 08 septembre 1893) ;
- James Bard (en) (New York, 4 octobre 1815 - White Plains (New York), 26 mars 1897) ;
- Joseph Pickett (New Hope, Pennsylvanie, mars 1848 - New Hope, Pennsylvanie, 12 décembre 1918) ;
- Ewin Romanzo Elmer (1850 - 1923)[1] ;
- Grandma Moses (Anna-Mary Robertson, dite) (New York, 7 septembre 1860 - Hoosick Falls, comté de Rensselaer, État de New York, 13 décembre 1961), de souche irlandaise ;
- Clara McDonald Williamson (en) (Iredell (Texas), 20 novembre 1875 - 17 février 1976) ;
- Sophy Regensburg (en) (1885 - 06 avril 1974) ;
- Horace Pippin (West Chester (Pennsylvanie), 1888 - West Chester (Pennsylvanie), 5 ou 6 juillet 1946) ;
- Henry Darger (Chicago (Illinois), 12 avril 1892 - Chicago (Illinois), 13 avril 1973) ;
- Lizzie Wilkerson (en) (1895 - 1984) ;
- Minnie Reinhardt (en) (1898 - 1986) ;
- Tella Kitchen (en) (14 février 1902 - 21 juin 1988) ;
- Gertrude O'Brady (née Gertrude Allen Mac Brady) (Evanston, 13 septembre 1903 - Rome, Italie, 22 novembre 1978) ;
- Sybil Gibson (Dora (Alabama), 18 février 1908 - Floride, 2 janvier 1995) ;
- Ralph Cahoon (en) (Chatham (Massachusetts), 1910 - 1982) ;
- Howard Finster (en) (Valley Head, Alabama, 02 décembre 1916 - Rome (Géorgie), 22 octobre 2001) ;
- Pegeen Vail Guggenheim (Ouchy, Suisse, 18 août 1925 - Paris, 14e arrondissement, 1er mars 1967), de nationalité américaine ;
- Bracha Turner (en) (Jérusalem, Israël, 1925 - 2011) ;
- Paricia Barton (Los Angelès, Californie, 21 mars 1928 -   )[1] ;
- Charles Wysocki (en) (Détroit, Michigan, 16 novembre 1928 - Altadena, Californie, 29 juillet 2002) ;
- Malcah Zeldis (New  York, Bronx, 22 septembre 1931 -   )[1] ;
- Richard Gordon Kendall (en) (Paris (Texas), 17 novembre 1933 - Paris (Texas), 30 janvier 2008) ;
- Gayleen Aiken (en) (Barre (Vermont), 25 mars 1934 - Barre (Vermont), 29 mars 2005) ;
- Bob Justin (en) (1941 -    ) ;
- Vicki Stone (en) (Chicago, Illinois, 1949 -    ) ;
- Harry Underwood (en) (Miami, Floride, 1969 -    ) ;
- Paine Proffitt (en) (Phoenix (Arizona), 1972 -    ).

### Guatemala
- Andrés Curruchich (en) (né Andrés Curruchich Cúmez) (19 janvier 1891 - 18 février 1969)

### Haïti[4]
- Hector Hyppolite (Saint-Marc, 16 septembre 1894 - 09 juin 1948) ;
- Robert Saint-Brice (Pétion-Ville, 29 août 1898 - Port-au-Prince, 20 août 1973) ;
- Rigaud Benoit (Port-au-Prince, 1er novembre 1911 - 29 octobre 1986) ;
- Seymour-Étienne Bottex (25 décembre 1920 -   )[1] ;
- Gesner Abelard (Port-au-Prince, 22 février 1922 -    ) ;
- Castera Bazile (Jacmel, 7 octobre 1923 - Port-au-Prince, 27 février 1966)
- Jacques Richard Chéry (Cap-Haïtien, 02 février 1928 -   )[1] ;
- Wilson Bigaud (Port-au-Prince, 29 janvier 1931 - Petit-Goâve, 22 mars 2010) ;
- Jacqueline Nesti Joseph (née Jacqueline Joseph) (Port-au-Prince, 1932 -    ) ;
- André Normil (29 septembre 1934 - 2014)[1] ;
- Ossey Dubic (Léogâne, 22 septembre 1943 - Port-au-Prince, 31 mai 2014) ;
- Jean-Louis Sénatus (Saint-Marc, 16 août 1949 -    )[1] ;
- Roosevelt Sanon (en) (Jacmel, 1951 -    ) ;
- Murat Saint-Vil (Port-au-Prince, 13 septembre 1955 -    ) ;
- Blaise Saint-Louis (Cap-Haïtien, 1956 -    ).
- Jean-Marc Cayo (1958 -    ) ;
- Avril Forest (Port-de-Paix, Haïti, 28 février 1959 -   )[1].

### Mexique
- Frida Kahlo (née Magdalena Frida Carmen Kahlo Calderón) (Coyoacán, 06 juillet 1907 - Coyoacán, 13 juillet 1954).

### Nicaragua
- Manuel García Moia (es) (Masaya, 13 juin 1936 - Frederick (Maryland), États-Unis, 10 février 2023)

### Paraguay
- Ysanne Gayet (es) (née Ysanne Daphne Christine Pearson) (Colombo, Ceylan, 15 décembre 1948 - ), de nationalité britannique et résidente au Paraguay.

### Uruguay
- Magali Herrera (en) (Rivera (Uruguay), 1914 - 1992)
- Gorki Bollar (1944-   ) [1]